# Siphona fuliginea
Siphona fuliginea là một loài ruồi trong họ Tachinidae.